# Sociedad de inversión de capital variable
Una sociedad de inversión de capital variable (sicav) es una forma de inversión colectiva. Es bastante común en Europa Occidental, especialmente en Luxemburgo, Suiza, Italia, España, Francia, Reino Unido, Bélgica, República Checa. Sería lo opuesto a una sociedad de inversión de capital fijo (SICAF). Al igual que en el caso de otras instituciones de inversión colectiva el inversor, en principio, tiene derecho en todo momento a solicitar la redención de sus unidades y el pago del importe a reembolsar en efectivo.

## Las sicav en España
En España, y otras partes del mundo, una sicav es un instrumento financiero que permite invertir dinero y diferir el pago anual de impuestos, (del mismo modo que ocurre con los fondos de inversión), pero a través de la creación de una sociedad anónima cuyo objeto social es invertir en activos financieros. Mediante este instrumento los accionistas de la sicav tributan por las plusvalías una vez materialicen estas, repartiendo dividendos o vendiendo las acciones de la sicav con plusvalías al tipo establecido para las rentas de capital en España. Gozan de las mismas ventajas fiscales que los fondos de inversión con una tributación para los rendimientos y plusvalías de la sociedad del 1 % y entre el 21 % y el 27 % para las ganancias patrimoniales de los socios derivadas de la venta de participaciones o el pago de dividendos.

### Regulación jurídica en España
Su regulación jurídica se sustenta en:
- Real Decreto Legislativo 1/2010, de 2 de julio,[4] por el que se aprueba el texto refundido de la Ley de Sociedades de Capital
- Ley 35/2003 de 4 de noviembre, reguladora de las Instituciones de Inversión Colectiva, modificada por Ley 31/2011, de 4 de octubre.[5]
- El Real Decreto 1082/2012, de 13 de julio, por el que se aprueba el Reglamento de desarrollo de la Ley 35/2003[6] y que deroga el anterior Real Decreto 1309/2005 de noviembre.

### Requisitos
Una sicav debe cumplir los siguientes requisitos:
- Número de accionistas igual o superior a cien.
- Capital mínimo 2 400 000 euros.
- Limitaciones a las inversiones.
- Capital variable entre el mínimo y máximo fijado estatutariamente.
- La constitución, aumento de capital, fusión y escisión de estas sociedades gozan de exención en la modalidad operaciones societarias del Impuesto sobre Transmisiones Patrimoniales y Actos Jurídicos Documentados.
- Tutela y control de la Comisión Nacional del Mercado de Valores y la Dirección General del Tesoro y Política Financiera.

### Restricciones
Tiene una serie de restricciones a la hora de invertir el capital:
- Coeficiente de control: No más del 5 % de los valores deben de ser emitidos o avalados por una misma entidad.
- Coeficiente de inversión: Al menos el 90 % del activo estará invertido en valores mobiliarios admitidos a cotización en mercados organizados reconocidos oficialmente.
- Coeficiente de Liquidez: Mínimo 3 %.
- Coeficiente de diversificación: No más del 5 % de su activo invertido en valores de una misma sociedad. Este límite queda ampliado al 10 %, siempre que el total de las inversiones de la sicav, en valores en los que se supere el 5 %, no exceda del 40 % del activo de la misma.

### Usos en España
Actualmente este instrumento de inversión es uno de los más utilizados por personas con grandes capitales.  En 2009, las dos sicav mayores de España son las de Alicia Koplowitz, y la Familia Del Pino.
Durante 2011, las sicav en general perdieron valor a causa de la volatilidad de los mercados secundarios de deuda soberana. Estas pérdidas afectaron a Alicia Koplowitz, a Isak Andic (dueño de Mango), a los Polanco (primeros accionistas de Prisa), a Manuel Jove (fundador de Fadesa), a Juan Abelló, a la familia del Pino (propietaria de Ferrovial) y al inversor indio Ram Bhavnani.

## Críticas
Las sicav son a menudo vistas como herramientas legales de las grandes fortunas para eludir impuestos, que llegan a las 100 personas necesarias gracias a individuos que solo aportan su nombre a la sociedad (conocidos como socios de paja o mariachis). A menudo éstos están muy relacionados con el inversor que aporta la mayor parte del capital (lazos de subordinación, familiares...). Desde este punto de vista, la sicav dejaría de funcionar como instrumento colectivo para convertirse en una forma de gestión de un patrimonio individual. Esta crítica está apoyada por una parte de los inspectores de Hacienda.
Es también criticado el escaso poder que tiene la Agencia Tributaria para investigar posibles fraudes, supeditado siempre al consentimiento de la CNMV. La normativa que así lo dicta, una enmienda presentada por CiU y apoyada por todos los grupos parlamentarios excepto IU, fue aprobada el 30 de julio de 2005, tras un periodo en el que Hacienda estuvo especialmente activa en la investigación de irregularidades en estas sociedades. La nueva ley fue criticada tanto por Hacienda como por IU, quienes consideraban que concedía, en la práctica, «inmunidad fiscal con carácter retroactivo» a las sicav.
La normativa sobre las sicav de noviembre de 2010 suprime la ventaja fiscal que les permitía reducir su capital sin tener que pagar a Hacienda y con carácter retroactivo al 24 de septiembre de 2010 lo que ha impedido sacar el dinero para meterlo en otro tipo de instrumento financiero.

## Sociedades de inversión similares

### Sociedades similares en el Reino Unido y en los Estados Unidos
- En el Reino Unido existen las formas Open-ended Investment Company (abreviadamente OEIC)  y la  investment company with variable capital (abreviadamente ICVC), sociedades de inversión de capital variable, reguladas por las Open-Ended Investment Company Regulations de 2001 del Reino Unido.
- En los Estados Unidos existen los mutual funds que son un tipo de organización que acumula dinero de muchos inversores  con objeto de adquirir productos financieros.[21]

### Nombres de las sicav en varios idiomas
- en alemán: Investmentgesellschaft mit variablem Kapital
- en neerlandés: Beleggingsvennootschap met veranderlijk kapitaal
- en italiano: società d'investimento a capitale variabile
- en checo: akciová společnost s proměnným základním kapitálem